# آدم فيني
آدم فيني (بالإنجليزية: Adam Feeney)‏ مواليد 7 مارس 1985 في غوسفورد، هو لاعب كرة مضرب أسترالي سابق بدأ مسيرته كمحترف سنة 2002 وكان يلعب باليد اليمنى، اعتزل اللعب في 2013. أعلى تصنيف له في الفردي كان المركز الـ 248 في سنة 2007. بينما في الزوجي كان الترتيب الأعلى له هو رقم 100 على العالموالذي وصل إليه في أبريل 2008. في عام 2006 هزم الأمريكي سام كويري الذي أصبح المصنف رقم 17 على العالم في عام 2011.

## وصلات خارجية
- آدم فيني على موقع رابطة محترفي التنس (الإنجليزية)
- آدم فيني على موقع الاتحاد الدولي لكرة المضرب (الإنجليزية)
- آدم فيني على موقع اتحاد التنس الأسترالي (الإنجليزية)
- آدم فيني على موقع خلاصة التنس.كوم (الإنجليزية)
- آدم فيني على موقع إي إس بي إن.كوم (الإنجليزية)